# اللجنة الدولية للتعاون الفكري
اللجنة الدولية للتعاون الفكري وسميت أحيانًا اللجنة الدولية للتعاون الفكري التابعة لعصبة الأمم كانت منظمة استشارية لعصبة الأمم، تهدف إلى تعزيز التبادل الدولي الثقافي والفكري بين العلماء والباحثين والفنانين والمفكرين من مجالات أخرى. فتحت اللجنة الدولية للتعاون الفكري مع مكتب التربية الدولي الطريق لإنشاء لمنظمة الأمم المتحدة للتربية والعلوم والثقافة. تأسست عام 1922، وحُلت في 1946. وضمت في عضويتها أعضاء مشاهير من أمثال ألبرت أينشتاين وماري كوري وروبرت ميليكان وهنري برجسون.

## اللجنة العامة (جنيف)
تأسست اللجنة الدولية للتعاون الفكري رسميًا في يناير 1922 وضمت 12 إلى 19 عضوًا. عُقدت جلستها الأولى في أغسطس 1922، برئاسة هنري برجسون؛ واستمر عمل اللجنة حتى 1939. تكونت هذه اللجنة من شخصيات قيادية من بينها ألبرت أينشتاين وماري كوري وكرستين بونفي وروبرت أندرو ميليكان وألفردو روسو وبول باينلوف وغونزاغ دي رينولد. ترأس اللجنة على التوالي:
- هنري برجسون (1922 - 1925)
- هندريك أنتون لورينتس (1925 - 1928)
- جلبرت موراي (1928 - 1939)

## معرض صور

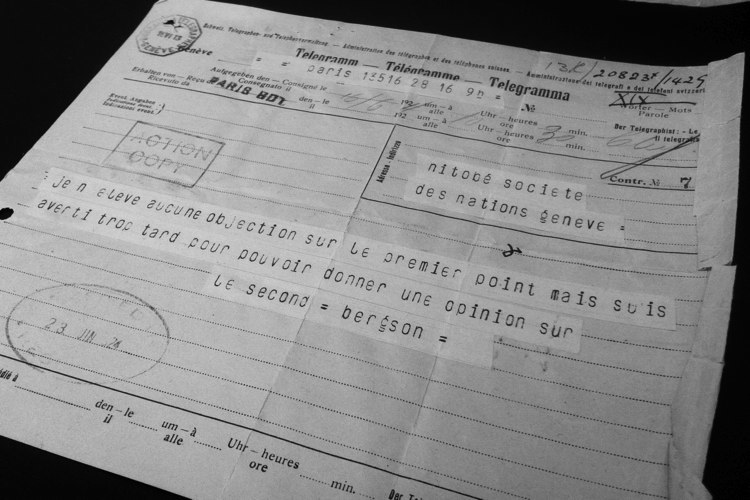
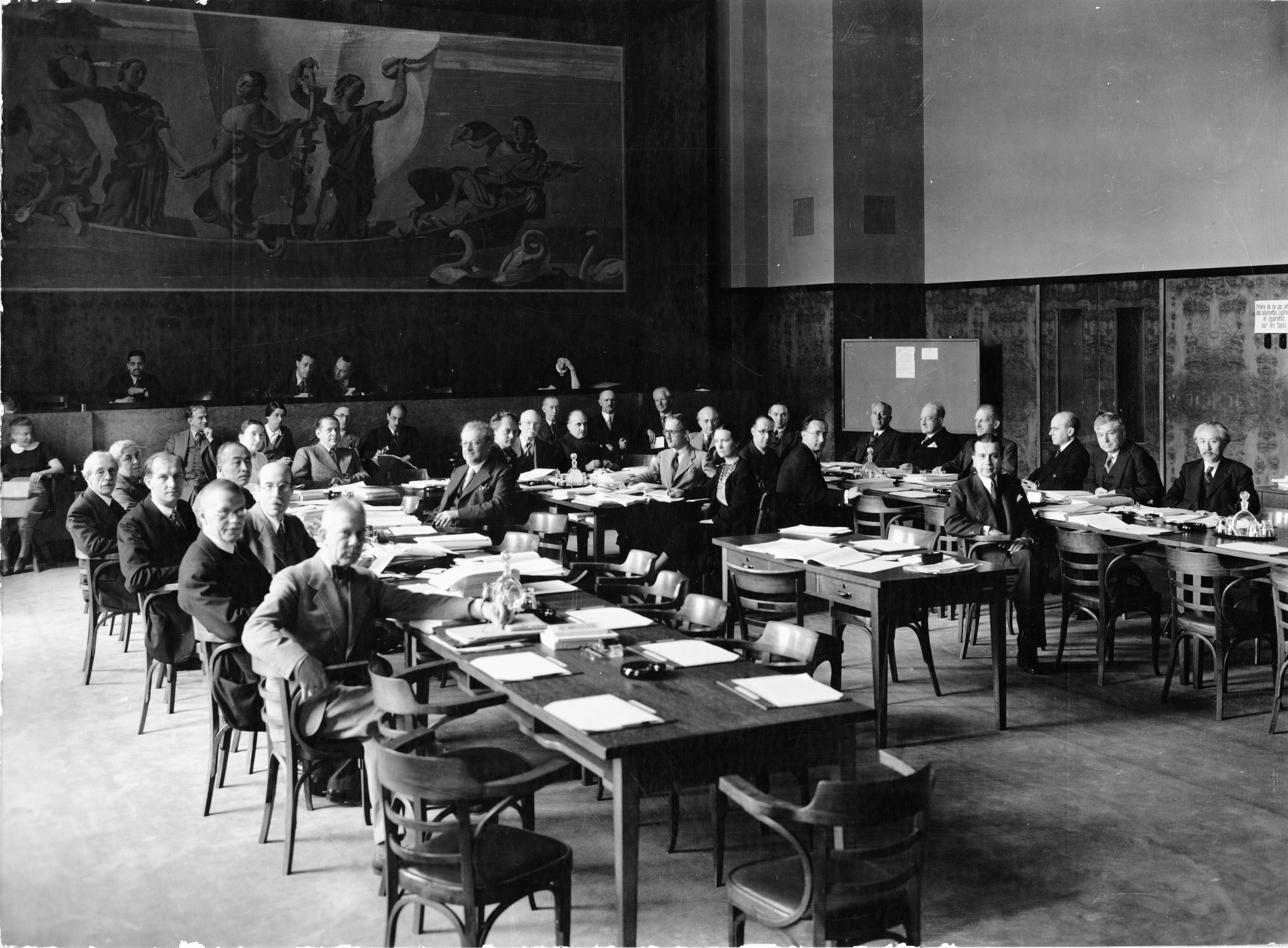
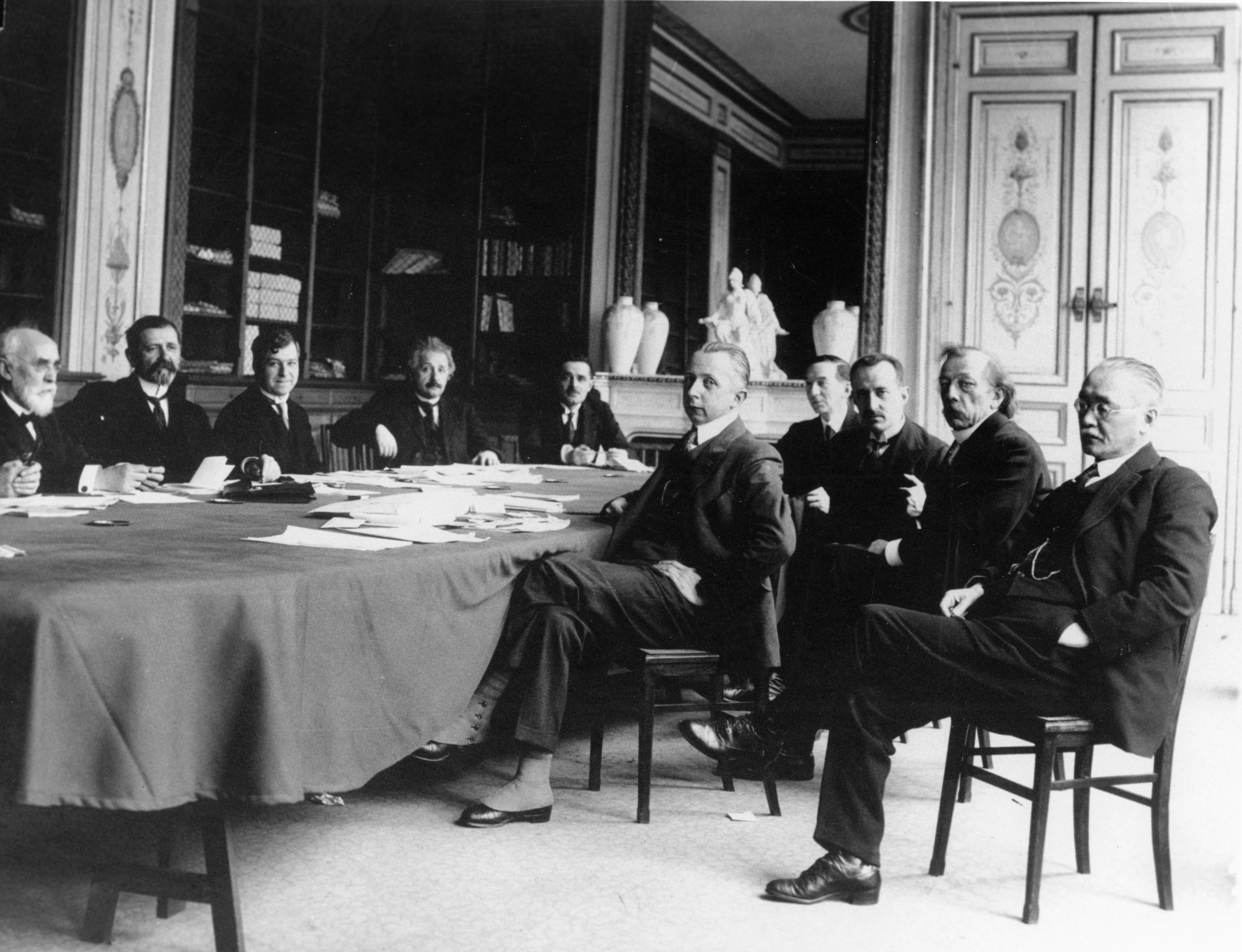
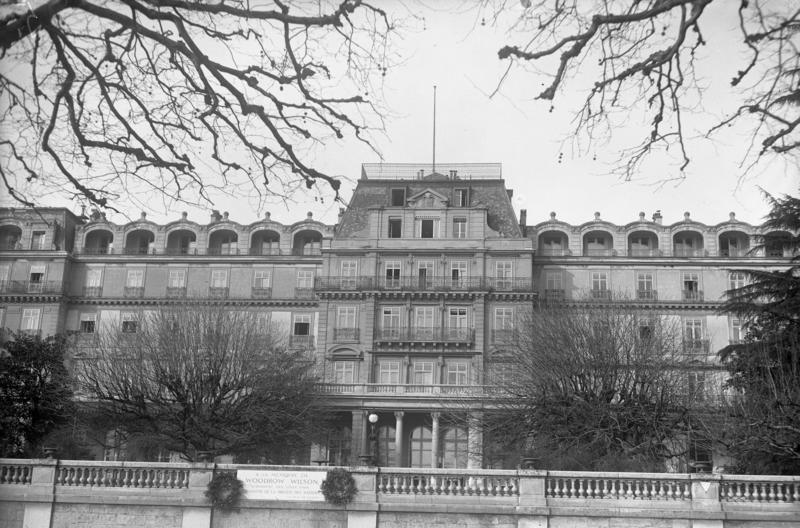